# Cabin Creek
Pour les articles homonymes, voir Cabin.
La Cabin Creek est un cours d'eau américain qui s'écoule dans le comté de Boulder, au Colorado. Ce ruisseau qui prend naissance dans le parc national de Rocky Mountain se jette dans la North Saint Vrain Creek.